# Asenovgrad (huyện)
Asenovgrad là một huyện thuộc tỉnh Plovdiv, Bungaria. Dân số thời điểm năm 2001 là 67238 người.